# Georg Frommhold
Georg Frommhold (* 20. Februar 1860 in Landeck; † 22. oder 23. Januar 1943 in Greifswald) war ein deutscher Rechtswissenschaftler und Rechtshistoriker.

## Leben
Der Sohn eines Kreisrichters studierte von 1881 bis 1884 Rechtswissenschaft an den Universitäten Breslau und Heidelberg und promovierte am 19. Dezember 1885 an der Universität Breslau.
Er war Mitglied der Studentenverbindung Wratislavia Breslau. 1889 arbeitete er als Gerichtsassessor. Am 3. Mai 1890 habilitierte sich Frommhold in Breslau. 1890/91 arbeitete er als Hilfsarbeiter beim preußischen Kultusministerium.
Am 30. August 1890 (oder 1892) wurde er zum außerordentlichen Professor und am 12. November 1894 (als Nachfolger von Philipp Heck) zum ordentlichen Professor der Universität Greifswald berufen. Im akademischen Jahr 1909/10 war er Rektor der Universität Greifswald. 1911 wurde er mit einem Ehrendoktorat der University of St Andrews ausgezeichnet. Am 31. März 1925 wurde Frommhold emeritiert.

## Schriften
- Die rechtliche Natur des Anerbenrechts nach der neuesten deutschen Höfegesetzgebung und das Verhältnis desselben zu dem älteren bäuerlichen Anerbenrecht. Dissertation, Universität Breslau, 1885 (Digitalisat).
- Die Widerspruchsklage in der Zwangsvollstreckung in ihrer geschichtlichen Entwicklung. Wilhelm Koebner, Breslau 1891 (= Habilitationsschrift, Universität Breslau, 1890).
- Deutsche Rechtsgeschichte. Ein Grundriss zu Vorlesungen. Heymann, Berlin 1894 (Digitalisat).
- (Bearb.) Das rügische Landrecht des Matthaeus Normann nach den kürzeren Handschriften (= Quellen zur pommerschen Geschichte. Bd. 3). Saunier, Stettin 1896 (Digitalisat).
- (Hrsg.) Deutsches Anerbenrecht. Eine Sammlung der in den Deutschen Bundesstaaten geltenden Gesetze und Verordnungen über das bäuerliche Erbrecht. J. Abel, Greifswald 1896.
- Das Erbrecht des bürgerlichen Gesetzbuches (= Kommentar zum Bürgerlichen Gesetzbuche. Bd. 5). Heymann, Berlin 1900 (Digitalisat).
- Die Idee der Gerechtigkeit in der bildenden Kunst. Eine ikonologische Studie. Bamberg, Greifswald 1925.
- Der altfränkische Erbhof. Ein Beitrag zur Erklärung des Begriffs der terra salica (= Untersuchungen zur deutschen Staats- und Rechtsgeschichte. H. 148). G. Märtin, Breslau 1938.